# Paxula leptalea
Paxula leptalea är en snäckart som först beskrevs av Suter 1908.  Paxula leptalea ingår i släktet Paxula och familjen Columbellidae. Inga underarter finns listade i Catalogue of Life.